# Phù Long
Phù Long là một xã của huyện đảo Cát Hải, thành phố Hải Phòng, Việt Nam. Xã nằm ở cực tây của hòn đảo Cát Bà, hòn đảo lớn thứ ba Việt Nam và có ba mặt bắc, tây, nam giáp với biển, phía đông giáp hai xã Gia Luân và Hiền Hào.
Do thành phố Hải Phòng và tỉnh Quảng Ninh tranh chấp dãy đảo phía bắc và đông bắc đảo Cát Bà nên một số hòn đảo ở phía bắc và tây bắc của xã hiện do tỉnh Quảng Ninh quản lý mặc dù chúng được thành phố Hải Phòng xem là thuộc về xã Phù Long. Một số đảo lớn trong số đó là đảo Quả Muỗm, đảo Quả Xoài, đảo Đá Chông....
Xã Phù Long có diện tích 48,15 km², dân số là khoảng 1954 người, mật độ dân số đạt 41 người/km². Xã được chia thành xóm Nam, xóm Bắc, xóm Ngoài, xóm Ao Cối. Một diện tích rất lớn của xã Phù Long là các đầm phá và bị ngập khi thủy triều lên cao, các đầm lớn là đầm Cái Viềng 1, đầm Cái Viềng 2, "sông" Phù Long. Có một số hòn đảo ven bờ ở phía bên trong các đầm phá như hòn Con Chó, hòn Con Rùa, hòn Áp Đá.